# 상지은니대지도론 권28
상지은니대지도론 권28(橡紙銀泥大智度論 卷二十八)은 서울특별시 관악구 호림박물관에 있는 고려시대의 필사본 사경이다. 1991년 12월 16일 대한민국의 보물 제1102호로 지정되었다.

## 개요
불경은 크게 경(經), 율(律), 론(論)의 삼장(三藏)으로 나눌 수 있는데, 대지도론은 삼장 가운데 논(論)에 해당한다. 용수(龍樹)가 저술한 것으로, 당시(200년경)의 불교사상을 알 수 있는 불교 백과사전의 역할을 하는 대논문이다.
후진의 구마라습(鳩摩羅什)이 번역한 것으로 전체 지도론 100권 중 권28에 해당한다. 다갈색의 종이 위에 은색으로 불경을 옮겨 적은 것으로, 병풍처럼 펼쳐서 볼 수 있는 형태이며, 접었을 때의 크기는 세로 31cm, 가로 11.2cm이다. 앞뒤의 표지와 앞의 6장이 떨어져 나가 현재는 13장만 남아있다.
책 끝의 제목 아래에는 천자함(千字函:천자문의 순서에 따라 책에 번호를 매기는 방법)의 표시인 ‘건팔(建八)’이 표시되어 있어, 이 책이 천자문 순서에 의해 번호를 매겨서 만든 대장경 가운데 하나임을 확인할 수 있다.
종이질, 본문 글씨 등 전체적인 모습이 기림사(祈林寺)에 보관된 것과 같아 14세기 중엽에 만들어진 것으로 추정된다.

## 같이 보기
- 상지은니대지도론

## 참고 자료
- 상지은니대지도론 권28 - 국가유산청 국가유산포털